# 紅色守衛者
紅色守衛者（英語：Red Guardian、俄語：Красный страж），是數名虛構超級英雄在漫威漫畫中所使用過的名號，紅色守衛者在設定上是蘇聯模仿了美國的超級士兵計畫所打造出來的蘇聯版超級士兵，可以視為蘇聯版的美國隊長。

## 角色

### 阿列克謝·列別傑夫
阿列克謝·列別傑夫是美國漫畫黃金時代的紅色守衛者，也是第一個使用該名號的人。他曾與美國隊長、納摩等人在第二次世界大戰期間一起合作對抗納粹。二戰結束後在轉入冷戰期間則成了一名反派角色。

### 阿列克謝·肖斯塔科夫
阿列克謝·肖斯塔科夫是第二代的紅色守衛者，出生於莫斯科，曾與「黑寡婦」娜塔莎·羅曼諾夫相戀而結婚，但因為蘇聯的領導者認為蘇聯也需要一個自己的「美國隊長」，蘇聯認為阿列克謝足以勝任此職責，所以KGB的上層安排他假死，並培養他成為新一任紅色守衛者。

## 能力
雖然被視為美國隊長的對手，歷任紅色守衛者大都沒有超能力（除了極少數例外），僅僅透過嚴格的軍事和特務訓練使其體能和戰技達到超人的水準。

## 其他媒體

### 電影
- 漫威電影宇宙：由大衛·哈伯飾演「紅色守衛者」阿列克謝·肖斯塔科夫，設定為娜塔莎·羅曼諾夫及葉蓮娜·貝洛娃的養父[1]。
  - 《黑寡婦》（2021年）
  - 《雷霆特攻隊*》（2025年）
  - 《復仇者聯盟：末日之戰》（2026年）

### 電視
- 《復仇者聯盟：正義出擊（英语：Avengers Assemble (TV series)）》：在本系列登場的紅色守衛者是阿列克謝·肖斯塔科夫，由特洛伊·貝克配音[2][3]。
- 漫威電影宇宙：由大衛·哈伯回歸飾演「紅色守衛者」阿列克謝·肖斯塔科夫。
  - 《無限可能：假如…？》第三季（2024年）：動畫劇集，配音演出。
  - 《喪屍英雄》（2025年）：動畫劇集。

### 遊戲
- 《漫威：未來之戰》：手機遊戲，紅色守衞者是玩家可使用角色之一。